# 富田勢源
富田勢源（大永3年（1523年—?））日本战国时代劍豪、武將。越前朝倉家的家臣。弟弟富田景政。
出仕朝倉家後不久，因為患有眼病而將家督讓給弟弟景政。他開創的中條流劍術（後改稱富田流）也交由弟弟發揚光大。